# いかもの探偵 -IKATAN-
『いかもの探偵 -IKATAN-』（いかものたんてい）は、サイバーフロントから2008年11月13日に発売されたニンテンドーDS用ゲームソフト。

## 作品概要
うさん臭くてくだらない「いかもの事件」ばかりを解決していくという、いわゆるバカミスをテーマにしている。

## 登場人物
飛田給 開（とびたきゅう かい）
声 - 井ノ上奈々
シナリオ制作会社「エビワークス」の新米シナリオライター。女装が趣味。
山ノ辺 日記（やまのべ にっき）
声 - 溝口小百合
好奇心旺盛なお嬢様。素人探偵として開と行動を共にしている。
山ノ辺 一記（やまのべ かずき）
声 - 金井則行

不破 雷同（ふわ らいどう）
声 - 國分絢一郎

エレナ・スエゼンシュタイン
声 - 村井真里

谷村 早苗（たにむら さなえ）

鳥山 眞子（とりやま まこ）

## スタッフ
- 原作 - 山野辺一記
- キャラクターデザイン - 緒方剛志
- サウンド - 梶原正裕

## 舞台
舞台『スーパー舞台 いかもの探偵 -IKATAN-』の題で、2008年11月29日から30日まで、Studio Cube 326で上演。 RATプロデュース。脚本：山野辺一記。

### キャスト
- 飛田給開 - 井ノ上奈々
- 山ノ辺一記 - 金井則行

### エンディングテーマ
「Let me go」
歌：井ノ上奈々